# Boulevard de Vaugirard
Le boulevard de Vaugirard est une voie du 15e arrondissement de Paris, en France.

## Situation
Le boulevard de Vaugirard est une voie publique située dans le 15e arrondissement de Paris. Il débute au 2, place Raoul-Dautry et 6, place Bienvenüe et se termine au 71, boulevard Pasteur.

## Origine du nom
Cette voie doit son nom au fait qu'elle longe l'ancienne commune de Vaugirard.

## Historique
Anciennement, c'était :
- à l'extérieur de l'ancien mur d'octroi :
  - une partie du boulevard des Fourneaux[1] ;
- à l'intérieur de l'ancien mur d'octroi :
  - une partie du chemin de ronde du Maine.

Le boulevard est créé en 1864 lors de la démolition du mur des Fermiers généraux.
La partie du boulevard de Vaugirard qui était comprise entre les rues de l'Armorique et Lecourbe prend le nom de « boulevard Pasteur » en 1896.
Le 16 juillet 1918, durant la Première Guerre mondiale, un obus lancé par la Grosse Bertha explose au no 50 boulevard de Vaugirard.

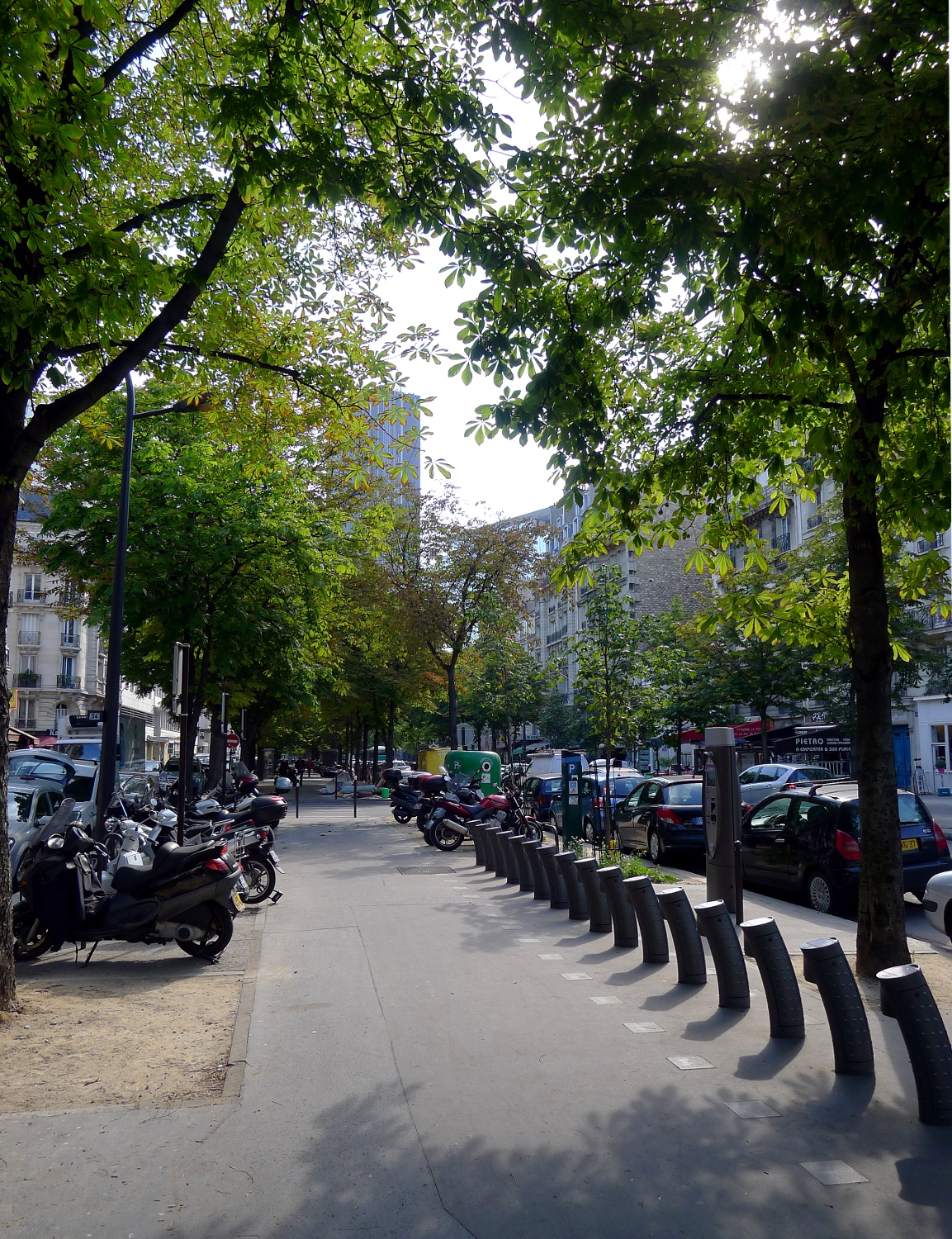
Terre-plein du boulevard à proximité du boulevard Pasteur.
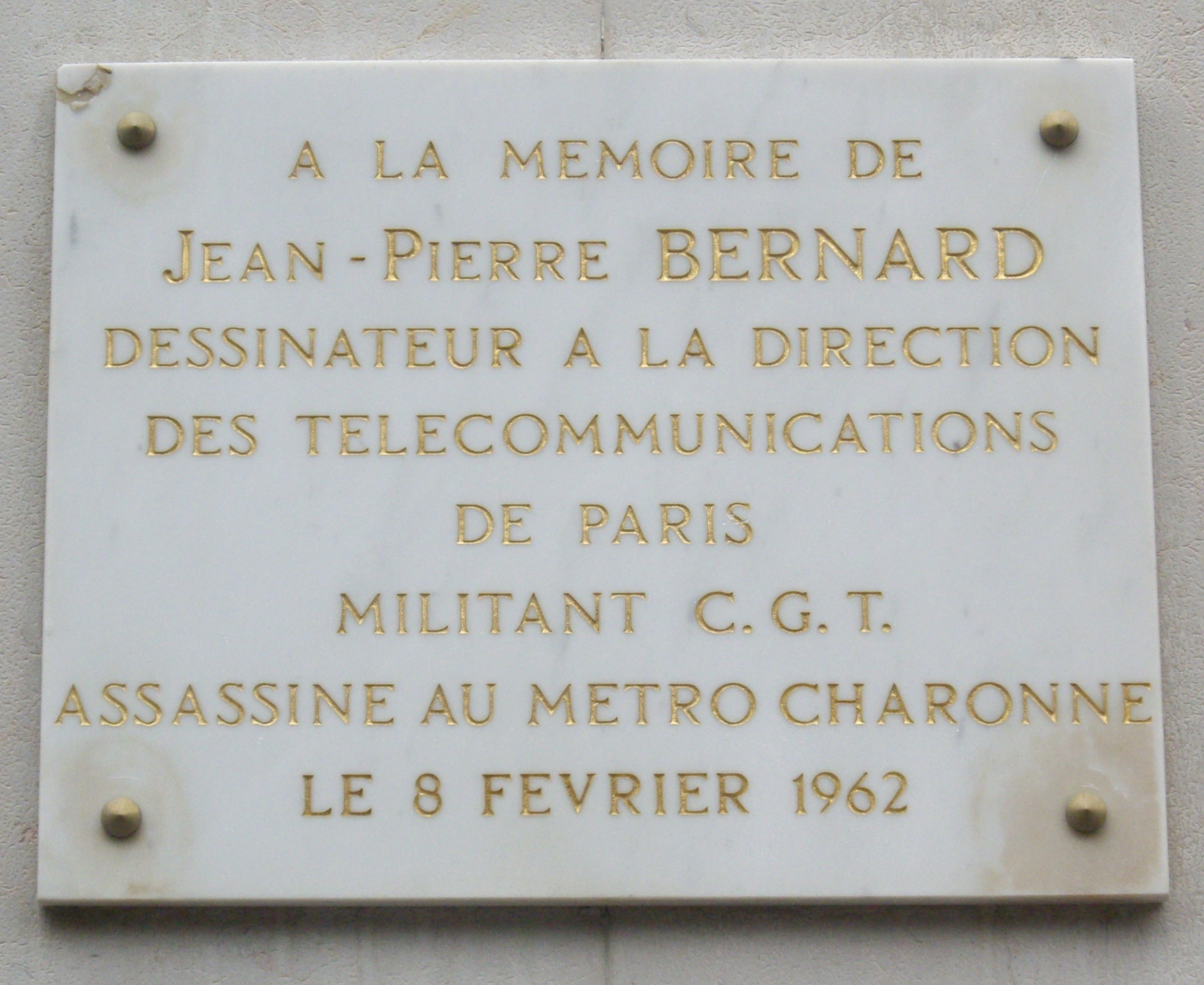
Plaque au no 18 en hommage à Jean-Pierre Bernard, assassiné au métro Charonne en 1962.
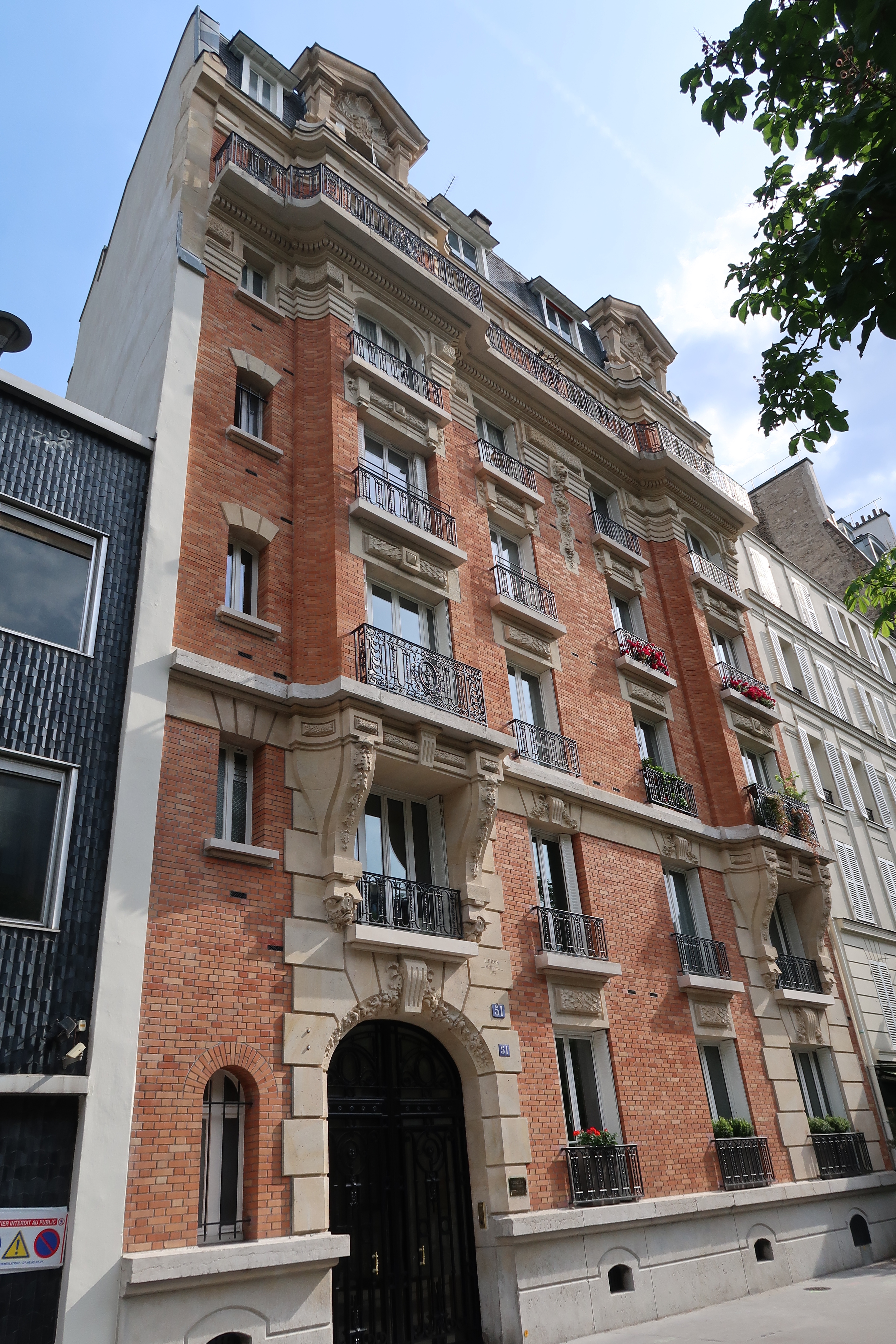
No 51.

## Bâtiments remarquables et lieux de mémoire
- Le musée de La Poste se trouve au no  34.

## Accès
Le boulevard de Vaugirard est principalement desservi par les lignes de métro 6 et 12 à la station Pasteur et par les lignes 4, 6, 12 et 13 à la station Montparnasse-Bienvenue.